# Фабий Тициан
Тиберий Фабий Тициан (на латински: Tiberius Fabius Titianus) е политик на Римската империя през 4 век.
През 337 г. Тициан е консул заедно с Флавий Фелициан. От 341 до 349 г. той е преториански префект на Галия. Той ръководи войската на Дунав. От 25 октомври 339 до 27 февруари 341 г. и от 27 февруари до 1 март 350 г. Тициан е praefectus urbi.